# Pogorzel (województwo warmińsko-mazurskie)
Pogorzel (niem. Hegelingen, do 1906: Pogorzellen) – wieś w Polsce położona w województwie warmińsko-mazurskim, w powiecie gołdapskim, w gminie Gołdap.
W latach 1975–1998 miejscowość położona była w województwie suwalskim.
Wieś została założona w 1687 roku. Znajduje się tu przystanek PKS, poczta, sklep i współczesna kaplica.